# Imogen Binnie
Imogen Binnie, née en 1979, est une romancière américaine. Elle est connue pour être l'autrice de Nevada, un « classique » de la littérature trans,.

## Biographie

### Jeunesse et études
Imogen Binnie grandit dans l'ouest du New Jersey. Après le lycée, elle poursuit des études d'anglais à l'Université Rutgers. Lectrice depuis l'enfance, Imogen Binnie commence alors à écrire des histoires qu'elle poste sur le site FictionMania, dédié à la littérature érotique trans.
Diplômée au début des années 2000, Imogen Binnie déménage ensuite à New York où elle trouve un emploi au Strand, une librairie de livres anciens et d'occasion dans l'East Village. et entame sa transition de genre en 2005.

### Militantisme trans
Assignée garçon à la naissance, Imogen Binnie entame sa transition de genre en 2005. Un an plus tard, elle se rend pour la première fois au Camp Trans (en). En 2008, elle en est une des organisatrices.

### Première édition deNevada
En 2008, elle commence à rédiger ce qui deviendra Nevada, son premier roman. Imogen Binnie vient alors de quitter New York pour s'installer en collectif à Oakland, en Californie, et se sent particulièrement isolée en tant que femme trans. En 2013, elle fait paraitre Nevada chez Topside Press, une maison d'édition dirigée par des personnes trans et ayant pour but de promouvoir la littérature trans. Un an plus tôt, une de ses nouvelles avait paru dans une anthologie de la maison d'édition, qui lui avait alors commandé un roman. À l'époque, Imogen Binnie est principalement connue pour ses chroniques dans le fanzine punk Maximumrocknroll. Une tournée de promotion du roman est organisée en Amérique du Nord, qui offre l'occasion à de nombreuses femmes trans de se retrouver ailleurs que sur Internet.

### Télévision
Contactée en 2013 par Joey Soloway pour travailler sur la série Transparent, Imogen Binnie refuse. Trois ans plus tard néanmoins, elle accepte de travailler sur la série Doubt : Affaires douteuses, dans laquelle joue notamment Laverne Cox. En 2020, elle travaille sur Council of Dads (en). Elle ne se résout cependant pas à écrire pour la télévision à plein temps et continue à exercer en tant que thérapeute. 

### Réédition deNevadaet nouveau roman
Indisponible à la vente depuis 2017, date à laquelle Topside Press a cessé d'exercer ses activités, Nevada continue cependant à circuler grâce au site web Have You Read Nevada? (As-tu lu Nevada ?), créé par des fans. Il est finalement réédité en 2022 par Farrar, Straus & Giroux, après que Jackson Howard, un éditeur, a directement contacté Imogen Binnie. Cette dernière vit alors dans le Vermont, à la campagne et travaille à son prochain roman, lequel devrait explorer la théorie selon laquelle Kurt Cobain aurait été une femme trans.

## Nevada

### Résumé
Le roman suit Maria Griffiths, une femme trans de vingt-neuf ans, qui, après avoir été quittée par sa petite amie et licenciée de la librairie de livres anciens et d'occasion où elle travaillait, vole la voiture de son ex-petite amie pour rouler jusque dans le Nevada dans l'espoir d'en apprendre plus sur elle-même.

### Réception
Selon Stephanie Burt, il s'agit, à défaut du premier roman trans, du « premier roman réaliste, en langue anglaise, au sujet des femmes trans à être édité aux États-Unis et qui, en plus d'avoir été écrit par l'une d'entre [elles], a été écrit pour [elles] ». Ainsi, elle remarque qu'Imogen Binnie, avec ce roman, va à contre-courant des récits jusque-là véhiculés à propos des femmes trans et a ouvert la voie à de nombreux autres auteurs trans.

## Œuvre
- (en-US) Nevada, Farrar, Straus & Giroux, 2022 (1re éd. 2013) Nevada (trad. Violaine Huisman), Paris, Gallimard, coll. « Du monde entier », 2023, 304 p.